# Hugo Patrício Oliveira
Hugo Patrício Martinho de Oliveira (29 de dezembro de 1974) é um jurista, deputado e político português. Ele é deputado à Assembleia da República na XIV legislatura pelo Partido Social Democrata.